# Frida Östberg
Frida Christina Östberg (10 de dezembro de 1977) é uma ex-futebolista profissional sueca que atuava como meia.

## Carreira
Frida Östberg fez parte do elenco da Seleção Sueca de Futebol Feminino, nas Olimpíadas de 2000, 2004 e 2008. 